# Čistírna odpadních vod Frýdek-Místek
Mechanicko-biologická Čistírna odpadních vod Frýdek-Místek zabezpečuje čištění komunální odpadních vod Frýdku-Místku a přilehlých obcí, dále odpadních vod z průmyslových a potravinářských podniků. Čistírna splňuje požadavky legislativy EU i České republiky na kvalitu čištěných vod. Kapacita je 164 466 ekvivalentních obyvatel.

## Historie
Původní mechanicko-biologická čistírna odpadních vod pro Frýdek-Místek byla vybudována ve Sviadnově v roce 1967.
Byla určena k čištění odpadních vod od obyvatelstva a zpracovávala také odpadní vody frýdecko-místeckých průmyslových závodů. Později se na zařízení napojil i pivovar Radegast v Nošovicích. Kapacita přestávala stačit rostoucím nárokům na kvalitu vyčištěné vody, zařízení nebylo schopno zajistit eliminaci dusíku.
Od konce 80. let bylo plánováno rozšíření a rekonstrukce čistírny odpadních vod. Jejím cílem bylo zvýšit účinnost odstraňování organických látek a odbourávání dusíku. Vlastní výstavba nové čistírny byla zahájena v roce 1990.
V 90. však došlo k zásadním změnám v množství a kvalitě odpadních vod v důsledku restrukturalizace průmyslu. Proto bylo nutné přistoupit k úpravám původního projektu.
V prosinci roku 1995 byla nová čistírna dokončena. Zahrnuje část rekonstruovaných původních objektů a objekty nově.

## Významné rekonstrukce (od roku 1995)
Rekonstrukce hrubého předčištění
Instalace zařízení na chemickou eliminaci fosforu
Rekonstrukce dešťové zdrže
Rekonstrukce biologického stupně čištění na kaskádovou aktivaci s doplněním postdenitrifikace
Instalace dekantační odstředivky
Rekonstrukce česlí v dešťové zdrži
Rekonstrukce plynového hospodářství
Rekonstrukce aktivačních nádrží

## Současnost
Rekonstruovaná mechanicko-biologická čistírna odpadních vod Frýdek-Místek (s kaskádovou aktivací, s chemickým odstraňováním fosforu, s výrobou elektrické energie z přebytků bioplynu a s kompletní automatizací řízení provozu) zabezpečuje čištění komunální odpadních vod Frýdku-Místku a přilehlých obcí, dále odpadních vod z významných průmyslových a potravinářských závodů.
Čistírna splňuje nejpřísnější požadavky legislativy EU i České republiky na kvalitu čištěných vod, včetně dodržení limitu ukazatele celkového dusíku ve vypouštěných vodách na úrovni pod 10,0 mg.l-1.
Kapacita čistírny je 164 466 ekvivalentních obyvatel, za den dokáže vyčistit 40 450 m³ odpadních vod.